# ميرفين كينغ
ميرفين كينغ (بالإنجليزية: Mervyn King)‏ هو قاضي وشخصية أعمال ومحامي جنوب أفريقي، ولد في 22 يوليو 1937 في جوهانسبرغ في جنوب أفريقيا.